# 日本製鉄瀬戸内製鉄所
日本製鉄瀬戸内製鉄所（にっぽんせいてつせとうちせいてつしょ）は、日本製鉄の製鉄所である。2020年4月1日に、広畑製鉄所並びに日鉄日新製鋼株式会社（2020年4月、親会社の日本製鉄に吸収合併）の呉製鉄所、堺製造所、東予製造所及び大阪製造所を統合して発足した。従業員数は3,183人となっている（2021年3月31日時点）。
広畑地区・阪神地区（堺）・阪神地区（東予）・阪神地区（大阪）・阪神地区（神崎）に分かれており、それぞれの所在地は次のとおりである。
- 広畑地区：兵庫県姫路市広畑区富士町1番地
- 阪神地区（堺）：大阪府堺市西区石津西町5番地
- 阪神地区（東予）：愛媛県西条市北条962番地14
- 阪神地区（大阪）：大阪府大阪市此花区桜島二丁目1番26号
- 阪神地区（神崎）：兵庫県尼崎市次屋二丁目3番1号

## 広畑地区
姫路市南部、夢前川の河口に隣接し姫路港（広畑港）に面する場所に立地する工場である。播磨臨海工業地帯を形成する工場の一つ。
1939年（昭和14年）に日本製鐵（日鉄）によって銑鋼一貫製鉄所として建設された、比較的古い製鉄所である。戦後賠償に充てられる予定となったため1946年（昭和21年）に休止するが、解体はなされず4年後の1950年（昭和25年）に再開した。再開直後に日鉄が解体され広畑製鐵所は富士製鐵が継承、その後は同社の主力製鉄所として発展する。1970年（昭和45年）には八幡製鐵・富士製鐵の合併により新日鉄が発足すると、同社の広畑製鐵所となった。新日鉄は1970年代後半以降、各製鉄所の縮小・合理化を進めるが、その一環として広畑製鐵所は1993年（平成5年）に高炉を休止し、銑鋼一貫体制を廃止した。
現在の広畑製鐵所は、面積約641万平方メートル、従業員数は1,303 人（2019年3月31日時点）。高炉はないが冷鉄源溶解設備があり、年間100万トンの粗鋼生産量がある。現在では熱延・冷延鋼板やめっき鋼板、電磁鋼板など薄板の生産拠点である。

### 設備と製品
粗鋼の生産は既存転炉を改造した「冷鉄源溶解法 (SMP)」で行われる。原料はスクラップなどの冷鉄源で、溶解炉で溶解して銑鉄とし、脱炭炉で炭素を除去して粗鋼を生産するプロセスである。溶解炉・脱炭炉・兼用炉が各1基設置されている。粗鋼は連続鋳造機（1基設置）で鋼片に鋳造される。
鋼片を圧延し製品の薄板とする設備は、鋼片を熱間圧延し熱延鋼板とする設備（1ライン設置）、熱延鋼板を冷間圧延し冷延鋼板とする設備（2ライン設置）、電磁鋼板を製造する設備（1ライン設置）の3種類ある。電磁鋼板工場は、他の設備が夢前川西側にあるのに対し、川の東側にあり離れている。鋼板に表面処理（めっき加工）を施す設備は、ブリキ用（2ライン）、溶融亜鉛めっき用（2ライン）、電気亜鉛めっき用（1ライン）の3種類がある。
かつては最大4基の高炉で銑鉄の製造を行っていた。また最終製品の製造設備も、厚板用、H形鋼などの大形形鋼用があった。
鉄鋼製造用の設備ではないが、発電事業 (IPP) 用の石炭火力発電所があり、関西電力へ発電した電力を供給している。
上記の日本製鉄の設備のほかにも、日鉄ケミカル&マテリアル広畑製造所・コンポジット事業部姫路工場、日鉄ケミカル&マテリアル傘下のシーケム広畑工場、日鉄建材広畑製造所、日本グラファイトファイバー広畑工場など、日本製鉄グループの工場が広畑製鐵所の構内に立地している。また、製鉄所西部の遊休地は「広畑臨海産業団地」として旧新日鉄が分譲しており、三菱電機、ダイセル、ダイハツディーゼルの工場などが進出している。

### 沿革
- 1937年（昭和12年）3月12日 - 広畑に工場敷地決定社長決裁[4]
- 1939年（昭和14年）
  - 5月5日 - 日本製鐵株式會社（日鉄）の広畑製鐵所として発足。
  - 10月15日 - 第1高炉火入れ。
- 1940年（昭和15年）10月27日 - 第2高炉火入れ。
- 1941年（昭和16年）
  - 7月1日 - 国鉄飾磨駅への専用鉄道が開業。
  - 9月 - 製鋼工場（平炉設置）稼動。
- 1942年（昭和17年）12月 - 鋼板工場（後の連続熱延工場）稼動、当時新鋭の連続熱間圧延機（ホット・ストリップ・ミル）を新設し厚板の製造を開始。
- 1946年（昭和21年）7月 - 全面作業休止。
- 1950年（昭和25年）
  - 3月28日 - 第1高炉再火入れにより製鉄所作業再開。
  - 4月1日 - 日鉄解体に伴い、富士製鐵株式會社が継承。
- 1952年（昭和27年）7月25日 - 鋼板工場で熱延鋼板（鋼帯）の製造を開始。
- 1954年（昭和29年）
  - 2月11日 - 冷延工場稼動。
  - 11月22日 - 溶融亜鉛めっき設備稼働。
- 1956年（昭和31年）10月29日 - 昭和天皇・香淳皇后来所。
- 1957年（昭和32年）4月1日 - 熱漬ブリキ設備稼働。
- 1958年（昭和33年）
  - 6月4日 - 電気ブリキ設備稼働。
  - 9月25日 - 厚板専用工場稼動。
- 1960年（昭和35年）
  - 10月1日 - 第3高炉火入れ。
  - 11月1日 - 製鋼工場に転炉を新設。
- 1961年（昭和36年）
  - 2月10日 - 電気亜鉛めっき設備稼働。
  - 5月 - 電磁鋼板の製造を開始（翌1962年（昭和37年）8月17日専用ライン稼動）。
  - 8月1日 - 特殊鋼製造用に電気炉を新設。
  - 12月12日 - クロムめっき設備稼動（現在廃止）、ティンフリースチール製造開始。
- 1963年（昭和38年）3月11日 - 大形工場稼動、H形鋼・鋼矢板の製造を開始。
- 1968年（昭和43年）4月2日 - 平炉を全休止。製鋼作業を全面的に転炉・電気炉に切り替え。
- 1970年（昭和45年）
  - 3月31日 - 新日本製鐵株式會社発足、同社の広畑製鐵所となる。この直後に熱漬ブリキ設備休止。
  - 5月7日 - 連続鋳造設備を新設。
  - 6月18日 - 第4高炉火入れ。
- 1976年（昭和51年）5月20日 - 皇太子・皇太子妃夫妻来所。
- 1979年（昭和54年）
  - 7月5日 - 特殊鋼製鋼の転炉転換に伴い、電気炉休止。
  - 8月22日 - 厚板工場休止。
- 1982年（昭和57年）
  - 8月 - 新冷延工場稼動。
  - 11月 - 第3高炉休止。
- 1984年（昭和59年）8月 - 新熱延工場稼動。
- 1985年（昭和60年）3月 - 大形工場休止。
- 1986年（昭和61年）11月1日 - 専用鉄道廃止。この専用鉄道は、製品の発送や岡山県新見市にある鉱山からの生石灰搬入に使用されていた。
- 1991年（平成3年）4月 - 化学部門を新日鐵化学に譲渡。
- 1993年（平成5年）
  - 6月 - 第4高炉休止により、すべての高炉が休止。
  - 7月 - 冷鉄源溶解設備が稼動。
- 1999年（平成11年）4月 - 発電事業 (IPP) 用の発電設備が完成。関西電力への電力卸供給を開始。
- 2012年（平成24年）10月 - 新日本製鐵と住友金属工業が合併し新日鐵住金を発足、同社の広畑製鐵所となる。
- 2019年（平成31年）4月 - 新日鐵住金が日本製鉄へ商号変更したことに伴い、日本製鉄広畑製鉄所に改称。
- 2020年（令和2年）4月 - 日本製鉄の組織再編により、日本製鉄瀬戸内製鉄所の一部となった[1]。

### 事故
- 2021年5月21日、広畑地区内の溶解炉がある工場の5階で1人でダクト清掃などをしていた関連会社の男性社員が一酸化炭素中毒で死亡しているのが発見された[5]。
- 2021年5月29日午前、広畑地区工場に勤務する50代と30代の男性作業員2人がX線を照射してメッキの厚みを測定する装置の整備中に、誤って大量のX線に被曝するという事故が発生した[6]。法令で定められた年間被曝量50ミリシーベルトを大幅に超えたとみられる。2人は高度な被曝治療を行う広島大学の専門医療施設へ入院して治療を受けている[6]。

### アクセス
- 山陽自動車道山陽姫路西インターチェンジから約20km（約20分）
- 姫路駅より山陽電鉄広畑駅下車約2km

## 呉地区 (2023年停止)
呉製鉄所は呉海軍工廠の跡地に1951年（昭和26年）に建設された日鉄日新製鋼で唯一高炉、熱間圧延設備を備えた製鉄所で素材供給拠点であった。高炉を2基有する。また、スラブ（鋼の半製品）の熱間圧延処理については、呉製鉄所製造分のほか周南製鋼所の製造分についても呉製鉄所に搬入して施工されていた。冷間圧延設備・表面処理設備はなく、呉製鉄所で生産された熱延材は更に他の事業所に運ばれて加工されていた。
2000年代中期以降は、高炉の燃料・還元剤として重油を多く使用しているのが特徴であった。当時の日新製鋼は、コークスについて自社の製造設備を保有しておらず全量を外部から購入していたが、コークス価格高騰の影響を強く受けることから、対策として極力石炭系以外の燃料・還元剤を使用し、コークス購入量を削減することとしたものである。高炉を改修して重油吹き込み設備を設置し、他社に先駆けて2004年（平成16年）から重油の使用を開始した。
2020年2月7日、日本製鉄の宮本勝弘代表取締役副社長らが記者会見を行い、呉製鉄所の3年以内の全面閉鎖を発表。これを受け、柳川欽也日鉄日新製鋼代表取締役社長と、新原芳明呉市長や湯崎英彦広島県知事との間で面会が行われたのち、湯崎知事からは事前の連絡がなかったとして不快感が表明された。
2021年9月29日、呉製鉄所の高炉が停止された。2年をかけ全設備を停止させ、解体される。
2023年9月14日、瀬戸内製鉄所呉地区の全設備が停止し、今後は約10年かけて設備を解体する。
- 所在地 : 広島県呉市昭和町11-1
- 敷地面積 : 149万m2 （2007年3月31日現在）
- 従業員数 : 960 人（2019年3月31日時点）[3]。
- 年間粗鋼生産量 : 338万トン （2006年度実績）

### 主要生産品目
- 普通鋼熱延帯鋼・鋼鈑
- 特殊鋼熱延帯鋼・鋼鈑
- ステンレス熱延帯鋼・鋼鈑

### 主要生産設備
- 高炉
  - 第1高炉 : 2,650 m3
  - 第2高炉 : 2,080 m3
- 熱間圧延設備
  - 第2熱間圧延設備 : 粗圧延機×2基，仕上圧延機×7基

### 沿革
- 1951年 - 日亜製鋼の呉製鉄所として発足。
- 1959年 - 日本鐵板と日亜製鋼が合併し日新製鋼が発足。
- 1962年 - 第1高炉火入れ。
- 1966年 - 第2高炉火入れ。
- 1982年 - 第2熱間圧延設備稼働。
- 2019年4月1日 - 親会社の新日鐵住金が日本製鉄へ商号変更したことに伴い、日新製鋼が日鉄日新製鋼株式会社に商号変更され、当製鉄所も「日鉄日新製鋼呉製鉄所」に改名された[13]。
- 2020年4月1日 - 日本製鉄の組織再編により、日本製鉄瀬戸内製鉄所の一部となった[1]。

### 事故
- 1988年7月3日、日新製鋼呉製鉄所の第２高炉熱風炉燃料ガス管内で爆発が起こり、燃料ガスが大量漏えいしたため同ガスに含まれていた一酸化炭素の中毒により死亡者４名を含む計34名の労働者が被災する[14]。